# Free (Band)
Free war eine britische Rockband, die 1968 in London gegründet wurde. Ihre bekanntesten Hits sind All Right Now (1970) und Wishing Well (1972).

## Geschichte
Paul Kossoff und Simon Kirke spielten zuvor bei der Band Black Cat Bones. Kossoff und Kirke sahen Paul Rodgers während dessen Zeit bei Brown Sugar und beschlossen mit ihm und, auf Alexis Korners Anraten hin, mit Andy Fraser eine Band zu gründen. Alexis Korner gab der Band nach einem Auftritt im Nags Head Pub von Battersea den Namen Free. Korners Wahl traf auf Zustimmung, da eine Formation von Jack Bruce, Graham Bond und Ginger Baker Free at Last hieß und dieser Name den Bandmitgliedern gut gefiel.
Mit ihrem ersten und größten Hit All Right Now sowie dem Album Fire and Water, einer „unentbehrliche(n) Mischung aus Blues und Provokation“, schafften Free im Frühjahr 1970 den Durchbruch. 1969 und 1970 spielten sie als eine der Hauptgruppen beim Isle of Wight Festival. Interne Konflikte führten 1971 zur Auflösung der Band. Wenige Monate später rauften sich Rodgers, Fraser, Kossoff und Kirke noch einmal zusammen und landeten mit Little Bit of Love zumindest in Großbritannien einen weiteren Hit. Doch die Harmonie währte nicht lange. Fraser stieg 1972 aus, die Band musste umbesetzt werden. 1972 schufen Free mit Wishing Well ihren neben All Right Now zweiten Rockklassiker, der später oft gecovert wurde. Das sechste Album Heartbreaker verkaufte sich gut. Dennoch löste sich die Band noch im selben Jahr neuerlich auf, diesmal endgültig.
Paul Rodgers und Simon Kirke (Schlagzeug) gründeten im Herbst 1973 Bad Company. Paul Kossoff gründete 1974/75 mit einigen unbekannten Musikern die Band Back Street Crawler, mit der er tourte und zwei Alben veröffentlichte. Er starb 1976 mit 25 Jahren an Herzversagen – vermutlich als Folge seiner Drogenabhängigkeit (Mandrax). Andy Fraser (Bass-Gitarre), der die Band bereits 1972 verlassen hatte, schloss sich zuerst The Sharks an, veröffentlichte in den 1970er und 1980er Jahren drei Soloalben, arbeitete u. a. als Komponist für Frankie Miller und war bis zu seinem Tod im März 2015 als Musiker aktiv.
Paul Rodgers arbeitete später als Solokünstler, außerdem mit Jimmy Page bei The Firm und mit Kenney Jones bei The Law. Er war von 2005 bis 2009 Sänger von Queen + Paul Rodgers, bei deren Welttourneen auch die Free-Hits All Right Now, Fire and Water, Little Bit of Love und Wishing Well zu hören waren.

## Diskografie

### Studioalben
| Jahr | Titel          | Höchstplatzierung, Gesamtwochen, AuszeichnungChartplatzierungen (Jahr, Titel, Platzierungen, Wochen, Auszeichnungen, Anmerkungen) | Höchstplatzierung, Gesamtwochen, AuszeichnungChartplatzierungen (Jahr, Titel, Platzierungen, Wochen, Auszeichnungen, Anmerkungen) | Höchstplatzierung, Gesamtwochen, AuszeichnungChartplatzierungen (Jahr, Titel, Platzierungen, Wochen, Auszeichnungen, Anmerkungen) | Anmerkungen                             |
| Jahr | Titel          | DE | UK | US | Anmerkungen                             |
| ---- | -------------- | --- | --- | --- | --------------------------------------- |
| 1969 | Tons of Sobs   | — | — | US197 (2 Wo.)US | Erstveröffentlichung: 14. März 1969     |
| 1969 | Free           | — | — | — | Erstveröffentlichung: 1969              |
| 1970 | Fire and Water | DE30 (20 Wo.)DE | UK2 (18 Wo.)UK | US17 (27 Wo.)US | Erstveröffentlichung: 26. Juni 1970     |
| 1970 | Highway        | DE43 (4 Wo.)DE | UK41 (2 Wo.)UK | US190 (2 Wo.)US | Erstveröffentlichung: 30. Dezember 1970 |
| 1972 | Free at Last   | — | UK9 (9 Wo.)UK | US69 (16 Wo.)US | Erstveröffentlichung: 19. Mai 1972      |
| 1973 | Heartbreaker   | — | UK9 (7 Wo.)UK | US47 (16 Wo.)US | Erstveröffentlichung: 15. Januar 1973   |

### Livealben
| Jahr | Titel      | Höchstplatzierung, Gesamtwochen, AuszeichnungChartplatzierungen (Jahr, Titel, Platzierungen, Wochen, Auszeichnungen, Anmerkungen) | Höchstplatzierung, Gesamtwochen, AuszeichnungChartplatzierungen (Jahr, Titel, Platzierungen, Wochen, Auszeichnungen, Anmerkungen) | Höchstplatzierung, Gesamtwochen, AuszeichnungChartplatzierungen (Jahr, Titel, Platzierungen, Wochen, Auszeichnungen, Anmerkungen) | Anmerkungen                         |
| Jahr | Titel      | DE | UK | US | Anmerkungen                         |
| ---- | ---------- | --- | --- | --- | ----------------------------------- |
| 1971 | Free Live! | DE45 (4 Wo.)DE | UK4 (12 Wo.)UK | US89 (8 Wo.)US | Erstveröffentlichung: 17. Juni 1971 |

Weitere Livealben
- 2006: Live at the BBC
- 2014: BBC Sessions 1968–1971

### Kompilationen
| Jahr | Titel                            | Höchstplatzierung, Gesamtwochen, AuszeichnungChartplatzierungen (Jahr, Titel, Platzierungen, Wochen, Auszeichnungen, Anmerkungen) | Höchstplatzierung, Gesamtwochen, AuszeichnungChartplatzierungen (Jahr, Titel, Platzierungen, Wochen, Auszeichnungen, Anmerkungen) | Anmerkungen                                |
| Jahr | Titel                            | UK | US | Anmerkungen                                |
| ---- | -------------------------------- | --- | --- | ------------------------------------------ |
| 1973 | The Free Story                   | UK4 Silber · (6 Wo.)UK | — | Erstveröffentlichung: 30. Dezember 1973    |
| 1975 | Best of Free                     | — | US120 (7 Wo.)US | Erstveröffentlichung: 1975                 |
| 1991 | The Best of Free – All Right Now | UK9 Silber · (9 Wo.)UK | — | Erstveröffentlichung: 1991                 |
| 2006 | Chronicles – The Very Best Of    | UK42 (2 Wo.)UK | — | Erstveröffentlichung: 2006                 |
| 2010 | The Very Best of                 | UK10 Gold · (14 Wo.)UK | — | Erstveröffentlichung: 2010 mit Bad Company |

Weitere Kompilationen
| - 1972: Best of Free - 1975: Pop Chronik 19 - 1976: Free & Easy, Rough & Ready - 1982: Completely Free - 1989: Free - 1993: Molten Gold: The Anthology - 1993: Twin Set - 1998: Walk in My Shadow: An Introduction to Free - 1999: All Right Now (UK: Gold) - 2000: Songs of Yesterday (Boxset mit 5 CDs) - 2001: Classic Free – The Universal Masters Collection - 2001: Masters of Rock - 2002: 20th Century Masters – The Millennium Collection: The Best of Free - 2002: The Best of Free | - 2005: Inside Free: 1968–1972 - 2006: Colour Collection - 2007: Walking in My Shadow: The Free Collection - 2007: Rock Legends - 2008: Worth It - 2008: Denim Skyes - 2009: Classic - 2009: Star Club - 2010: Wishing Well – The Collection - 2011: Fire and Water + Free - 2012: All Right Now: The Collection (UK: Silber) - 2013: Live in Croydon & Sutherland 1970 - 2016: The Vinyl Collection |

### Singles
| Jahr | Titel Album                       | Höchstplatzierung, Gesamtwochen, AuszeichnungChartplatzierungen (Jahr, Titel, Album, Platzierungen, Wochen, Auszeichnungen, Anmerkungen) | Höchstplatzierung, Gesamtwochen, AuszeichnungChartplatzierungen (Jahr, Titel, Album, Platzierungen, Wochen, Auszeichnungen, Anmerkungen) | Höchstplatzierung, Gesamtwochen, AuszeichnungChartplatzierungen (Jahr, Titel, Album, Platzierungen, Wochen, Auszeichnungen, Anmerkungen) | Höchstplatzierung, Gesamtwochen, AuszeichnungChartplatzierungen (Jahr, Titel, Album, Platzierungen, Wochen, Auszeichnungen, Anmerkungen) | Höchstplatzierung, Gesamtwochen, AuszeichnungChartplatzierungen (Jahr, Titel, Album, Platzierungen, Wochen, Auszeichnungen, Anmerkungen) | Anmerkungen |
| Jahr | Titel Album                       | DE | AT | CH | UK | US | Anmerkungen |
| ---- | --------------------------------- | --- | --- | --- | --- | --- | --- |
| 1970 | All Right Now Fire and Water      | DE5 (20 Wo.)DE | AT6 (17 Wo.)AT | CH4 (13 Wo.)CH | UK2 Platin · (44 Wo.)UK | US4 (16 Wo.)US | Erstveröffentlichung: 15. Mai 1970 Autoren: Andy Fraser, Paul Rodgers                                                  |
| 1970 | The Stealer Highway               | DE37 (1 Wo.)DE | AT16 (4 Wo.)AT | — | — | US49 (8 Wo.)US | Erstveröffentlichung: 30. Oktober 1970 Autoren: Andy Fraser, Paul Kossoff, Paul Rodgers                                |
| 1971 | My Brother Jake Free Live!        | — | — | — | UK4 (11 Wo.)UK | — | Erstveröffentlichung: 30. April 1971 Autoren: Andy Fraser, Paul Rodgers                                                |
| 1972 | A Little Bit of Love Free at Last | — | — | — | UK13 (10 Wo.)UK | — | Erstveröffentlichung: 5. Mai 1972 Autoren: Free                                                                        |
| 1972 | Wishing Well Heartbreaker         | DE47 (1 Wo.)DE | — | — | UK7 (10 Wo.)UK | — | Erstveröffentlichung: 8. Dezember 1972 Autoren: John Bundrick, Paul Kossoff, Paul Rodgers, Simon Kirke, Tetsu Yamauchi |

grau schraffiert: keine Chartdaten aus diesem Jahr verfügbar
Weitere Singles
- 1969: Broad Daylight
- 1969: I’ll Be Creepin’
- 1971: The Highway Song
- 1973: Travellin’ in Style
- 1976: The Hunter
- 1991: My Brother Jake / Wishing Well (Remixes by Bob Clearmountain)

### Videoalben
- 1991: The Best of Free
- 2005: Rock Review – A Critical Retrospective
- 2005: Critical Review 1968–1972
- 2005: Rock Review
- 2006: Total Rock Review
- 2006: Forever (UK: Gold)

## Auszeichnungen für Musikverkäufe
| Platin-Schallplatte - Neuseeland - 2022: für die Single All Right Now |

Anmerkung: Auszeichnungen in Ländern aus den Charttabellen bzw. Chartboxen sind in ebendiesen zu finden.
| Land/RegionAuszeichnungen für Musikverkäufe (Land/Region, Auszeichnungen, Verkäufe, Quellen) | Silber     | Gold     | Platin     | Verkäufe  | Quellen          |
| -------------------------------------------------------------------------------------------- | ---------- | -------- | ---------- | --------- | ---------------- |
| Neuseeland (RMNZ)                                                                            | —          | —        | Platin1    | 30.000    | radioscope.co.nz |
| Vereinigtes Königreich (BPI)                                                                 | 3× Silber3 | 3× Gold3 | Platin1    | 1.005.000 | bpi.co.uk        |
| Insgesamt                                                                                    | 3× Silber3 | 3× Gold3 | 2× Platin2 |           |                  |